# Whipholt
Whipholt – jednostka osadnicza w Stanach Zjednoczonych, w stanie Minnesota, w hrabstwie Cass.